# Machalilla Nemzeti Park
A Machalilla Nemzeti Park Ecuadorban, Manabí tartományban található, a nemzeti park területe 54 000 négyzetkilométer, és a tengeri rezervátum pedig 128 000 négyzetkilométer nagyságú.
A nemzeti park 1998 óta a világörökség javaslati listáján szerepel.

## Története
A Machalilla Nemzeti Parkot 1979-ben alapították.

## Természet földrajzi adottságai
A Machalillában gyakorlatilag minden van: száraz erdő, nedves erdő, homokos tengerpart, part menti szigetek gazdag madárvilággal, korallban dús óceán és pompás régészeti helyek.

## Állat- és növényvilága
A parti törpeerdő valaha Nyugat-Ecuador 25%-át borította, mely mára 1%-ra csökkent, s a zöme itt található. Talán még sebezhetőbb és behatároltabb a nyirkos erdők léte, amelyek nedvesség szempontjából a parti ködtől függnek. A legmagasabb dombokra korlátozódva ezek a köderdők szigetekként viselkednek, nem ritka, hogy mindegyiknek megvannak a csak rájuk jellemző fajaik. Ilyen szélsőséges helyi endemizmus ad magyarázatot arra, hogy a park növényeinek 20%-a miért nem fordul elő másutt a világon.
A parkban majdnem 250 madárfaj, köztük a borzas sakutyúk és 81 emlősfaj él, köztük a Guayaquil-mókus, egy ritka helyi faj. Az albatroszokés a szulák fészkelő telepeit (áprilistól októberig) Isla de la Platán, vezetővel lehet meglátogatni. A hosszúszárnyú bálnák szintén a part közelébe jönnek szaporodni (júniustól októberig).

## Régészeti leletek a nemzeti park területén
A trópusi száraz erdő, ahol az évszakosan lombhullató fákkal ötméteres oszlopkaktuszok vegyülnek, a Chorrera- és Salango-kultúra emlékeit is tartalmazza.

## Turizmus
A látogatáshoz a leghűvösebb hónapok (június-november) ajánlottak.

## Képgaléria

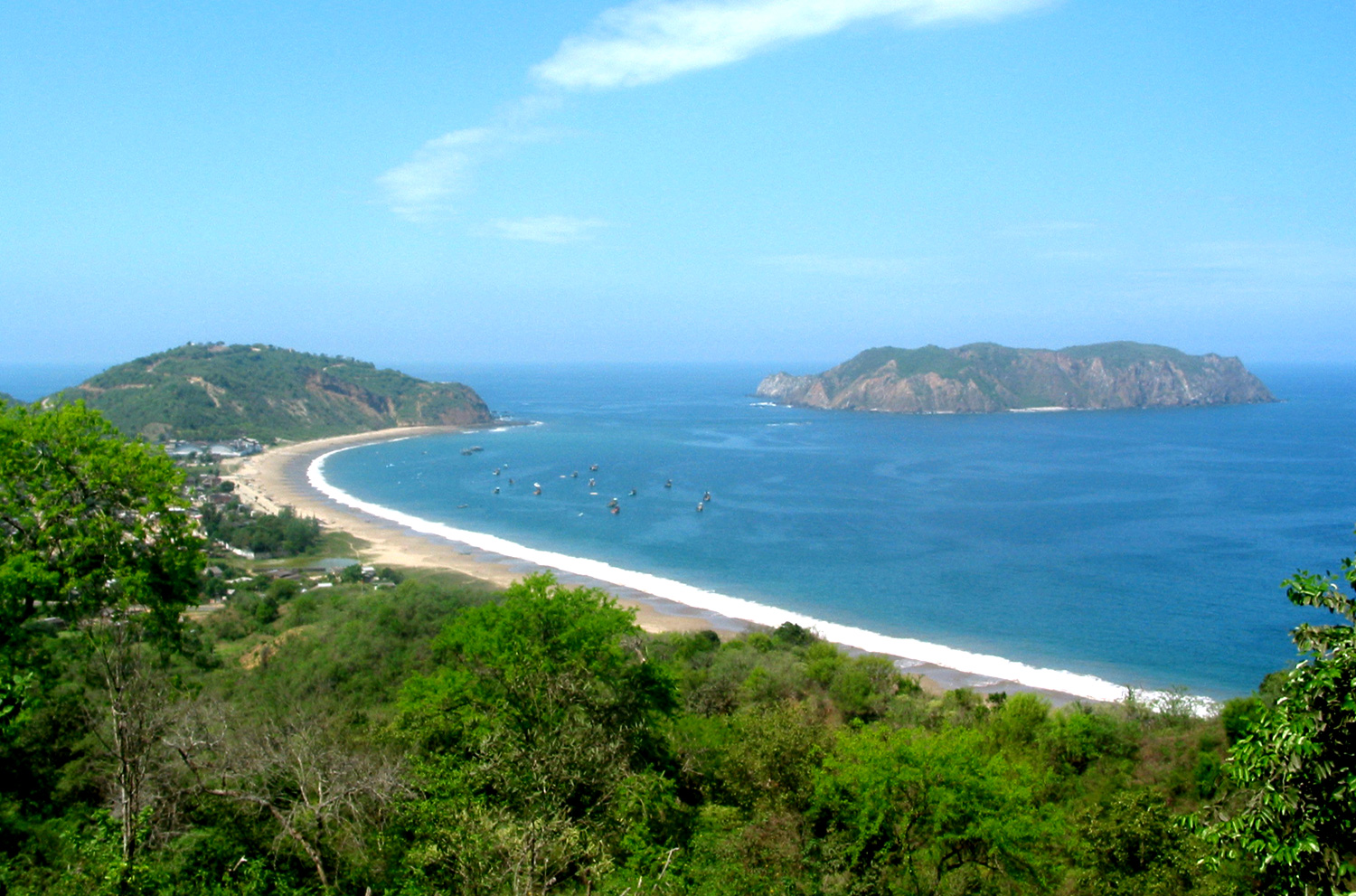
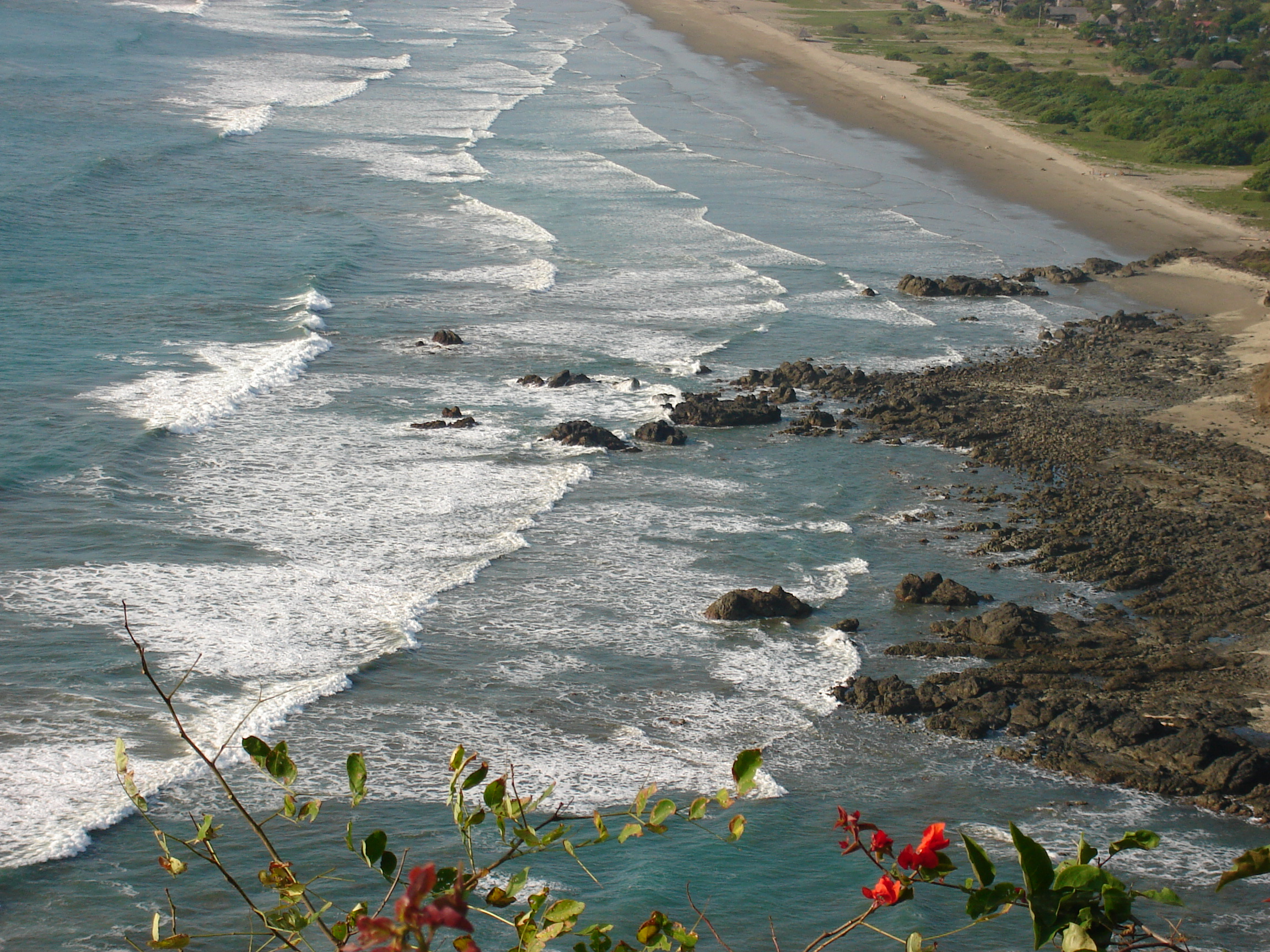
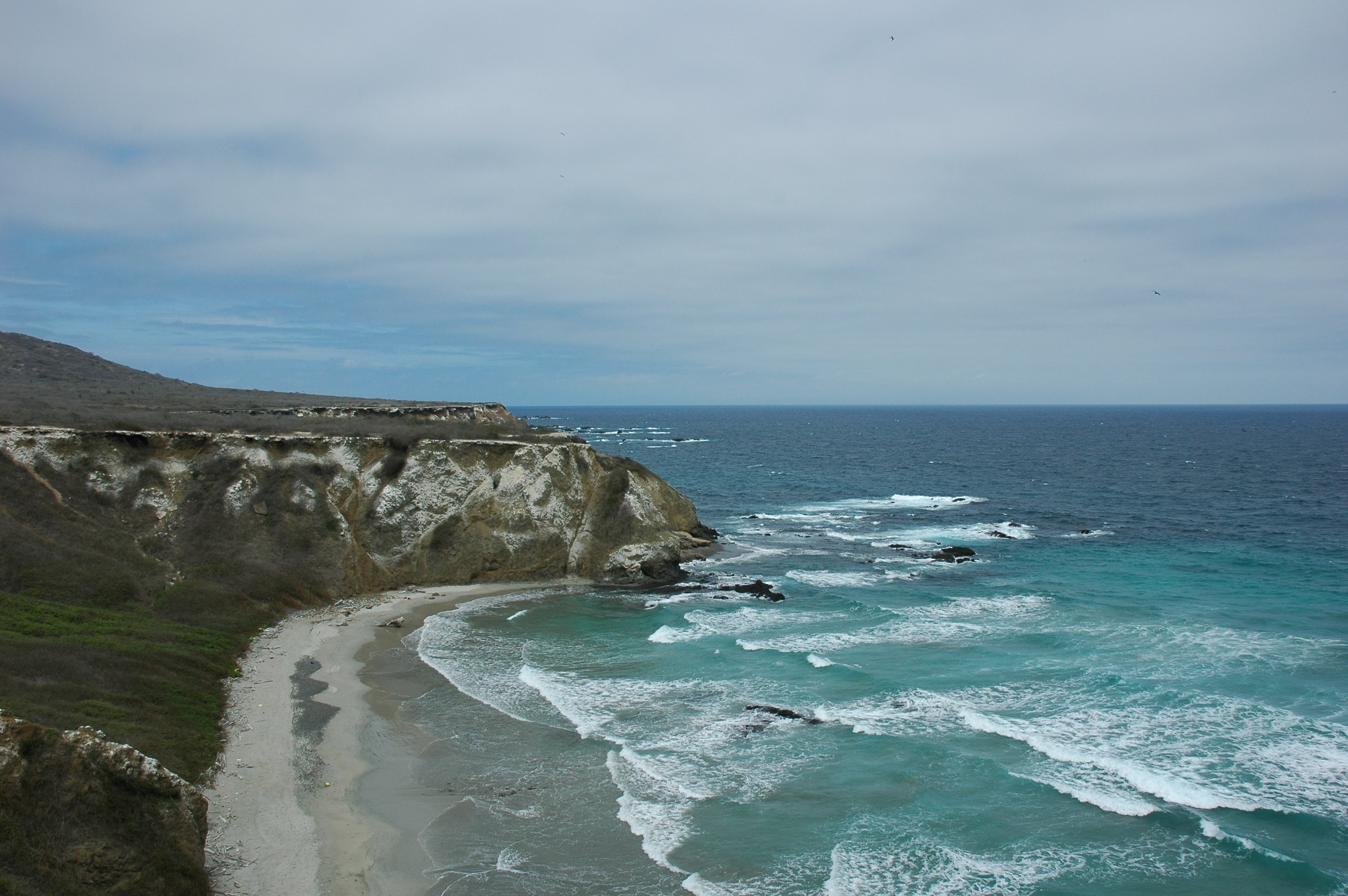
Isla de la Plata
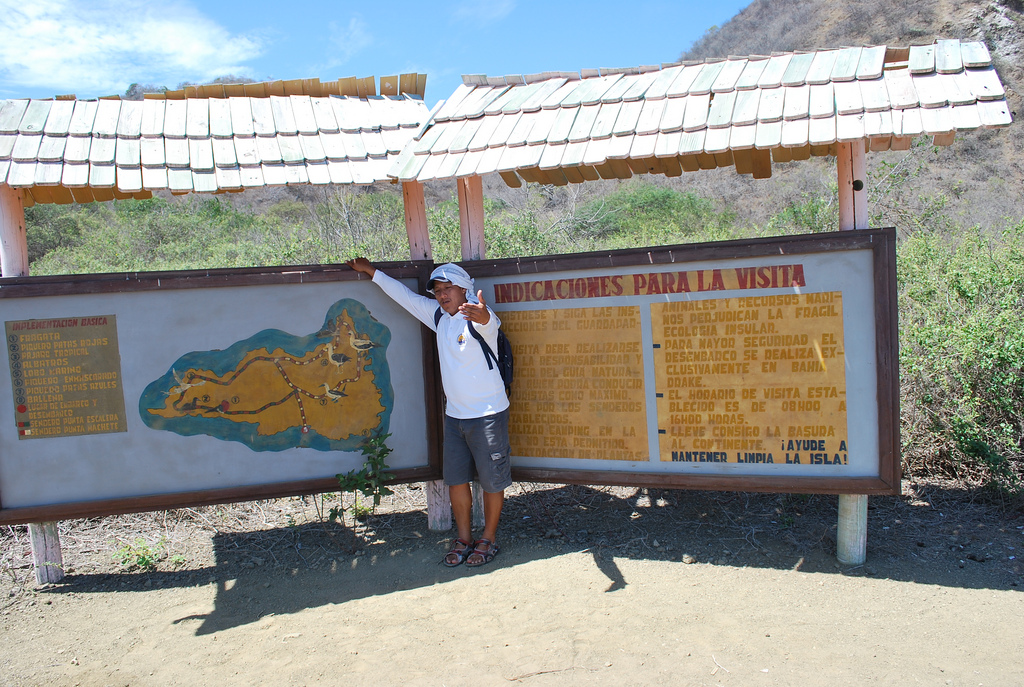
Isla de la Plata túra
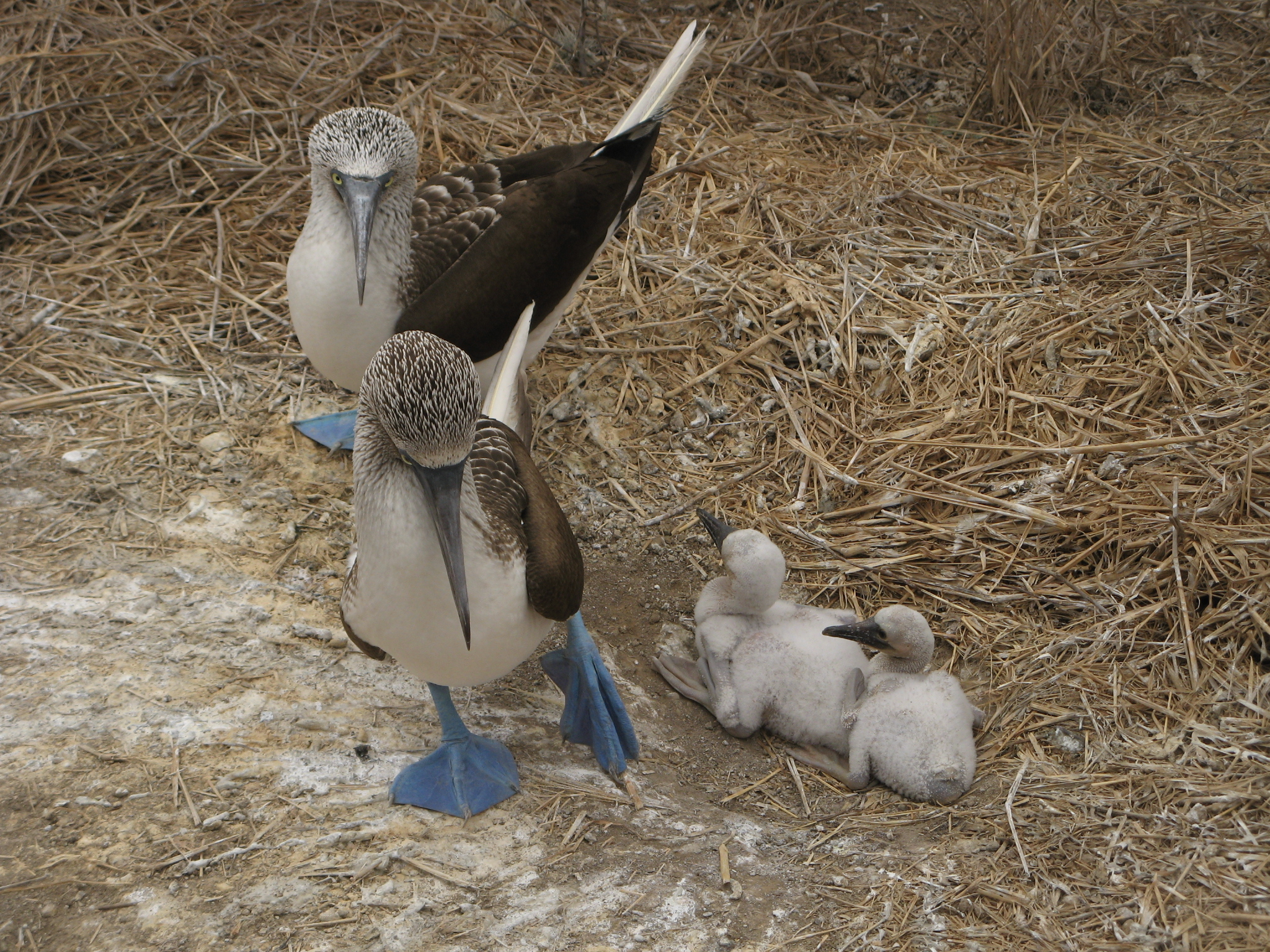
Kéklábú szulák az Isla de la Platán
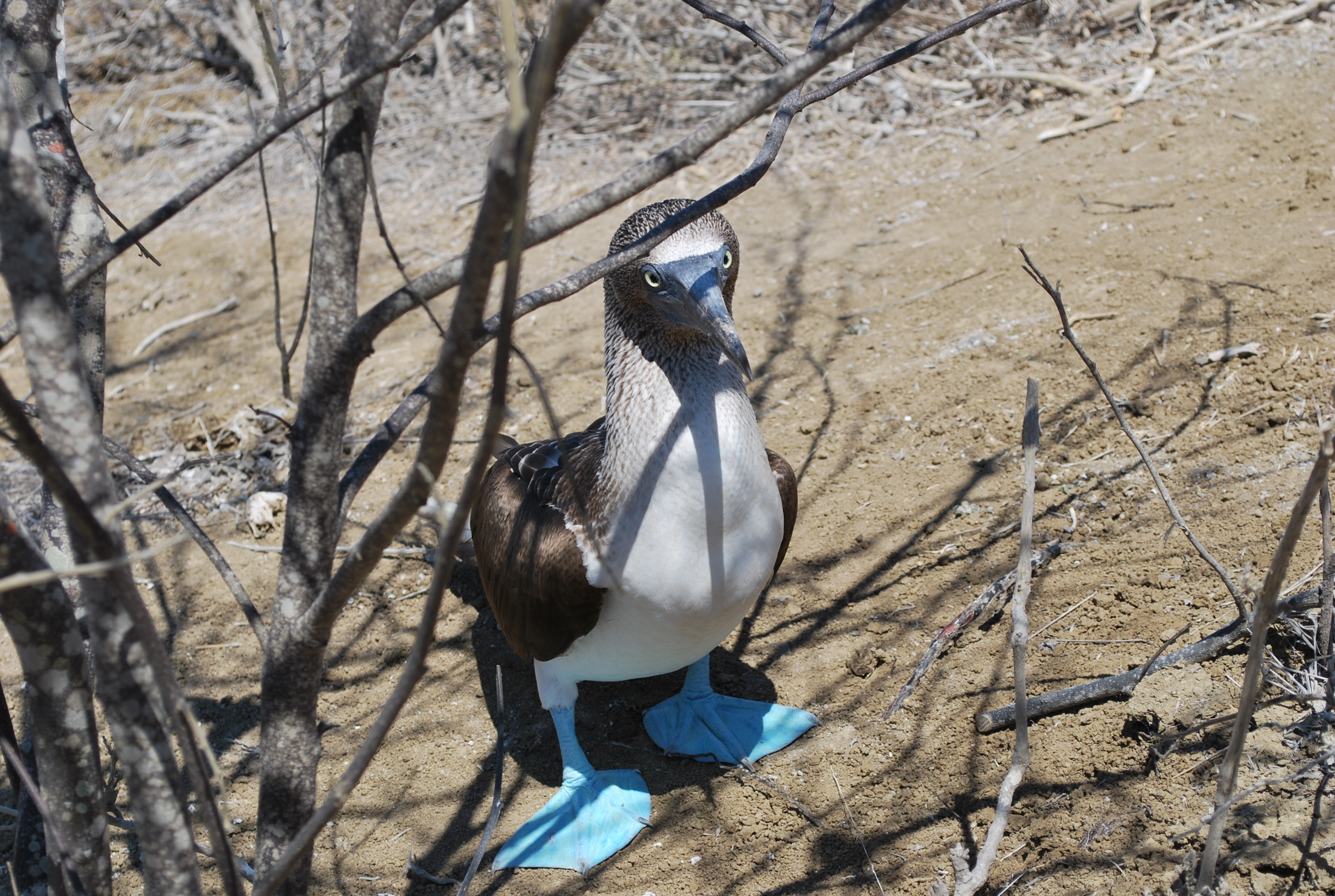
Kéklábú szula